# Robert W. Fuller
Robert Works Fuller (1936-15 de julio de 2025) era un físico, activista y escritor de Estados Unidos.

## Biografía
Consiguió su doctorado en Filosofía en la física en la Universidad de Princeton en 1961, y dio clases en la Universidad de Columbia, donde coescribió el libro Las Matemáticas de Física Clásica y Cuántica. El malestar social creciente de los años 1960 llamó su atención hacia la reforma educativa, y en 1970 fue designado como presidente del Colegio Oberlin a la edad de 33 años, uno de los presidentes de colegio más jóvenes en la historia estadounidense.
En 2004 fue elegido miembro de la Academia Mundial de Arte y Ciencia.
Durante una estancia en India, fue consultor de Indira Gandhi. En 1971, vivió en primera persona la hambruna causada por la guerra de liberación de Bangladés. Cuando Jimmy Carter fue elegido presidente de los EE. UU., Fuller mantuvo conversaciones con él, para convencerle de la necesidad de liderar al resto de países para poder acabar con el hambre. De estas reuniones salió, en 1977, la Comisión Presidencial sobre el Hambre en el Mundo.
Durante la década de 1980 viaja en varias ocasiones, como diplomático, a la URSS para mitigar las tensiones derivadas de la Guerra Fría. Como fruto de sus gestiones se crea Internews, una corporación global, sin ánimos de lucro, que promueve la democracia a través de medios de comunicación libres e independientes y de la que fue presidente durante varios años.
Al finalizar la Guerra Fría, con la caída del Muro de Berlín, Fuller se dio cuenta de que, alternativamente había pasado de ser "alguien" a ser un "don nadie", lo que él mismo llamaría "Nobodyland". Este hallazgo le lleva a investigar el rankismo que define como el abuso del poder inherente al rango y que describiría en su libro Somebodies and Nobodies: Overcoming the Abuse of Rank (Alguien y nadie: superando el abuso de rango), publicado en 2003 por New Society Publishers. En 2006 publica una segunda parte en la que habla de la construcción de una sociedad digna: All Rise: Somebodies, Nobodies, and the Politics of Dignity (Todos se levantan: Alguien, Nadie y la Política de la Dignidad) (Berrett-Koehler) y en 2008, junto con Pamela Gerloff, publica Dignity for All: How to Create a World Without Rankism (Dignidad para todos: cómo crear un mundo sin rankismo) (Berrett-Koehler).
Durante su tiempo en Oberlin, Fuller reformó el alumnado triplicando la inscripción de minorías en el colegio. Fuller también reclutó los cuatro primeros entrenadores afroamericanos atléticos en un colegio o universidad predominantemente blanco, incluyendo a Tommie Smith. Fuller fue entrevistado sobre el campus por Howard Cosell y apareció en televisión con la mayor audiencia en horas para hablar de estos cambios.